# Raión de Belomorsk
El raión de Belomorsk (ruso: Беломо́рский район; carelio: Belomorskin piiri) es un distrito administrativo (raión) de la república rusa de Carelia. Se ubica en el noreste de la república, en la costa del mar Blanco. Su capital es Belomorsk. Desde 2023, su autogobierno local tiene la forma jurídica de ókrug municipal, por lo que todo su territorio se gobierna por un solo ayuntamiento.
En 2019, el raión tenía una población de 15 929 habitantes.
Su territorio tiene salida al mar a través del golfo de Onega, teniendo lugar en su costa la desembocadura del río Vyg. Alberga un total de 59 localidades. Antes de la formación del ókrug municipal en 2023, se dividía en cuatro entidades locales: la ciudad de Belomorsk y los asentamientos rurales de Lietnieriéchenski, Sosnoviets y Sumski Posad. Estas cuatro entidades locales se conservan como mera subdivisión geográfica de desconcentración administrativa y ya no tienen ayuntamiento propio.